# Documentary Channel
Documentary Channel es un canal de televisión subsidiaria de CBC, NFB y otras cuatro productoras independientes, el canal se destaca por transmitir documentales.
Licenciado como The Canadian Documentary Channel en noviembre del 2000 por la CRTC, y renombrado como Documentary Channel el 4 de septiembre de 2001, y renombrado Documentary en 2008.
El 11 de mayo de 2006, se anunció que la Canadian Broadcasting Corporation compró el Documentary Channel de Corus Entertainment en su mayoría.
.

## Otras productoras
- Omni Film Productions Inc.
- Cinenova Productions Inc.
- Barna-Alper Productions Inc.
- Galafilm Inc.